# Midden-Groningen
Midden-Groningen ist eine Gemeinde in der niederländischen Provinz Groningen. Sie entstand am 1. Januar 2018 durch den Zusammenschluss der bisherigen Gemeinden Hoogezand-Sappemeer, Menterwolde und Slochteren. Die Gemeinde zählt 61.374 Einwohner (Stand: 1. Januar 2025).

## Geographie

### Ortsteile
Die Gemeinde besteht aus den folgenden Ortsteilen
- Foxham, Foxhol, Froombosch, Harkstede, Hellum, Hoogezand, Kiel-Windeweer,  Kolham, Kropswolde, Martenshoek, Meeden, Muntendam, Noordbroek, Overschild, Sappemeer, Scharmer, Schildwolde, Siddeburen, Slochteren, Steendam, Tjuchem, Waterhuizen, Westerbroek und Zuidbroek.

### Nachbargemeinden
Die Nachbargemeinden sind Groningen, Eemsdelta, Oldambt, Pekela und Veendam (alle in der Provinz Groningen) sowie Aa en Hunze und Tynaarlo (beide in der Provinz Drenthe).

## Geschichte
Hoogezand-Sappemeer
Die Gemeinde Hoogezand-Sappemeer entstand am 1. April 1949 durch den Zusammenschluss der bis dahin selbständigen Gemeinden Hoogezand und Sappemeer. Bereits seit dem 1. August 1821 gehörte Windeweer zu Hoogezand.
Menterwolde
Die Gemeinde Menterwolde trug erst seit dem 1. Februar 1991 diesen Namen.
Die Gemeinde Oosterbroek entstand am 1. Juli 1965 durch den Zusammenschluss der bis dahin selbständigen Gemeinden Noordbroek und Zuidbroek. Am 1. Januar 1990 kamen Meeden und Muntendam hinzu. Die Umbenennung in Menterwolde erfolgte etwa ein Jahr später.
Slochteren
Zur Gemeinde Slochteren gehörten Harkstede (seit dem 1. August 1821) und Siddeburen (seit dem 1. Januar 1826).
 Neue Gemeinde
Die neue Gemeinde entstand am 1. Januar 2018 im Rahmen der Gebietsreformen in den Niederlanden, bei denen die Anzahl der Gemeinden über einen längeren Zeitraum deutlich reduziert wird. Mit 48 Prozent der Stimmen haben die Einwohner den Namen selbst gewählt. Die Gemeinderäte der drei Fusionsgemeinden haben der Namensgebung am 26. April 2016 zugestimmt.
In Kolham, wo am 29. Mai 1959 das Groninger Gasfeld, Europas größtes Erdgasvorkommen, entdeckt worden war und am 22. Juli 1959 die Gasgewinnung begonnen hatte, unterzeichnete Hans Vijlbrief, Staatssekretär für Bergbau im Kabinett Rutte IV am 19. April 2024 das Gesetz, das die Erdgasförderung in den Niederlanden beendete.

## Politik

### Bürgermeister
Seit dem 9. Juli 2024 ist Erica van Lente (PvdA) Bürgermeisterin der Gemeinde Midden-Groningen.

### Kollegium von Bürgermeister und Beigeordneten
Das Kollegium besteht für den Zeitraum bis 2022 aus Mitgliedern der Koalitionsparteien PvdA, SP, ChristenUnie, CDA und VVD. Sie wurden im Rahmen einer Ratssitzung am 2. Januar 2018 berufen. Folgende Personen gehören zum Kollegium und sind in folgenden Bereichen zuständig:
| Name              | Partei       | Ressort |
| ----------------- | ------------ | --- |
| Anja Woortman     | PvdA         | Lebensqualität und Dorfhäuser, Wohnen, Gasförderung, Erbgut, Beigeordnete für die Ortsteile Overschild, Tjuchem, Steendam, Schildwolde, Slochteren en Kiel-Windeweer                                                                                 |
| Peter Verschuren  | SP           | Partizipation und Einkommen, Arbeitsmarkt, Nachhaltigkeit und Energiewende, Umwelt, Jugend, Projekt: Gorecht-West, Beigeordneter für die Ortsteile Hoogezand-Zuid, Noordbroek, Kolham en Kalkwijk                                                    |
| Jan Jakob Boersma | ChristenUnie | Pflege und Gesundheit, Verwaltung öffentlicher Räumlichkeiten, Natur und Landschaft, Erholung und Tourismus, Raumordnung, Projekt: Kerkstraat-Noord, Beigeordneter für die Ortsteile Foxham, Hoogezand-Noord, Foxhol, Zuidbroek en Kropswolde        |
| Erik Drenth       | CDA          | Finanzen, Bildung, Sport, Kultur, Beigeordneter für die Ortsteile Siddeburen, Sappemeer, Froombosch, Westerbroek en Waterhuizen |
| Jaap Borg         | VVD          | wirtschaftliche Angelegenheiten und Einzelhandelspolitik, Gewerbegebiete, Verkehr und Transport, Projekte: Windpark N33, Solarparks und Umbau Muntendam, Beigeordneter für die Ortsteile Hellum, Harkstede, Scharmer, Woudbloem, Muntendam en Meeden |

Das Amt des Gemeindesekretärs wird von Henk Mulder ausgeübt.

### Gemeinderat
Der Gemeinderat besteht aus 33 Mitgliedern. Die Wahl des ersten Gemeinderates fand am 22. November 2017 statt. Der Gemeinderat wird seit 2017 folgendermaßen gebildet:
| Partei                            | Sitze | Sitze |
| Partei                            | 2017  | 2022  |
| --------------------------------- | ----- | ----- |
| GemeenteBelangen Midden-Groningen | 5     | 8     |
| BBB                               | –     | 6     |
| Leefbaar Midden-Groningen         | 1     | 6     |
| PvdA                              | 5     | 4     |
| SP                                | 5     | 3     |
| CDA                               | 4     | 3     |
| ChristenUnie                      | 4     | 3     |
| VVD                               | 4     | 2     |
| GroenLinks                        | 3     | 2     |
| D66                               | 2     | 2     |
| Seniorenpartij Groningen          | 0     | –     |
| Roodgewoon                        | 0     | –     |
| Gesamt                            | 33    | 33    |

## Verkehr
Eine Bahnverbindung besteht zur Provinzhauptstadt Groningen sowie nach Bad Nieuweschans und Weener über die Strecke Leer–Groningen. Die Fortführung ist seit Dezember aufgrund der defekten Friesenbrücke unterbrochen und soll im Jahr 2024[veraltet], nach Fertigstellung des Neubaus, wieder aufgenommen werden.
Am Autobahnkreuz Zuidbroek kreuzen sich die Rijkswege A 7 und N 33.